# 도가머리랑구르
도가머리랑구르 (Trachypithecus pileatus)는 긴꼬리원숭이과에 속하는 영장류의 일종이다. 방글라데시와 부탄, 중국, 인도 그리고 미얀마에서 발견된다. 이들의 자연적인 서식지는 아열대 또는 열대 건조 기후 지역의 숲이다. 서식지 감소로 멸종될 위험에 직면해 있다.
이 루뚱원숭이는 4종의 아종이 명명되어 있다.:
- T. p. pileatus
- T. p. durga
- T. p. brahma
- T. p. tenebricus

이들의 먹이에 대한 연구에 의하면, 겨울에 하루의 약 40% 가량을 나뭇잎과 꽃 그리고 과일을 먹는 데 사용한다. 잎은 이 원숭이 먹이의 약 60%를 차지하며, 모두 43종의 식물 종에 달한다.